# 本間重慶

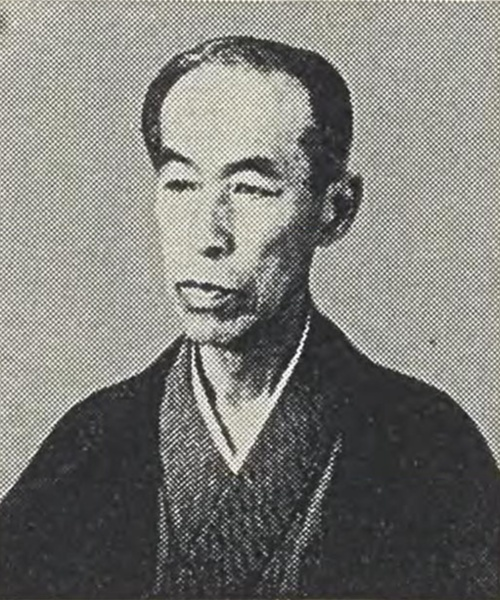
本間重慶

本間 重慶（ほんま しげよし、1856年 - 1933年9月26日）は、日本組合基督教会の牧師である。

## 経歴
伊勢の士族として生まれる。神戸でアメリカン・ボードの宣教師ジェローム・デイヴィスの英学校の生徒になり、1875年6月同志社設立のために京都に移った、デイヴィスに付いて行き、同志社英学校に入学した。入学と同時に助教になる。
西京府東竹町耶蘇公会(現、日本基督教団平安教会)の開設準備に参加する。1876年神戸公会(現、日本基督教団神戸教会)が設立されると、神戸教会の仮牧師に選ばれ、1878年まで務める。
1879年同志社を卒業し、按手礼を受け、1879年に彦根教会(現、日本基督教団彦根教会)の牧師になる。1885年に天満教会(現、日本基督教団天満教会)の牧師になる。在任中に天満教会の会堂を建設する。1891年神戸教会より招聘を受け、神戸教会の牧師に就任する。その後、神戸雲内教会の牧師になる。
一時牧師を辞め実業界で働いたが、晩年は東京でYMCAの活動に論客として参加する。1933年に東京の大久保で死去する。